# ThinkPad P系列
ThinkPad P 系列是由联想出品的笔记本电脑产品系列，是Thinkpad系列产品下的一个子产品系列，其是ThinkPad W系列的继任者。ThinkPad P系列大多配备15.6 英寸或17.3英寸屏幕，将大尺寸笔记本类产品重新引入了ThinkPad系列。主要定位为移动工作站，大部分P系列笔记本电脑配置的是高端四核、六核或八核英特尔处理器以及ECC内存（仅限Xeon处理器）和英伟达Quadro系列独立显卡。P系列拥有ISVAdobe和Autodesk等软件供应商的认证。P52和P72是目前最后一款配备专用镁结构框架的联想笔记本电脑。